# 米卡河
米卡河（烏克蘭語：Мика），是烏克蘭的河流，位於該國北部日托米爾州，屬於捷捷列夫河的左支流，發源自維索克附近，河道全長42公里，流域面積791平方公里。